# Ruanda
Ruanda és un país de l'Àfrica central sense sortida a la mar, o estat sense litoral. Limita al nord amb Uganda, al sud amb Burundi, a l'est amb Tanzània i a l'oest amb la República Democràtica del Congo (en bona part la frontera la marca el llac Kivu). És un petit país situat a la regió dels Grans Llacs d'Àfrica; conegut com les «boires d'Àfrica», també per la seva fauna salvatge, principalment pels seus goril·les de muntanya, per les seves ciutats típiques i pels parcs nacionals i paratges naturals que ofereix el seu paisatge muntanyenc. El seu terreny fèrtil i muntanyenc que li dona el títol de «Terra dels mil pujols» (en francès: Pays des Mille Collines) ha de suportar les poblacions més denses del continent africà.
La dependència de l'agricultura de subsistència, la densitat demogràfica alta i en augment, la disminució de la fertilitat del sòl i el clima incert fan de Ruanda un país on la desnutrició crònica és estesa i la pobresa endèmica. És recordat per les sagnants guerres que el van assotar recentment i particularment pel genocidi ocorregut el 1994, en el qual les morts van superar el milió de persones.

## Història

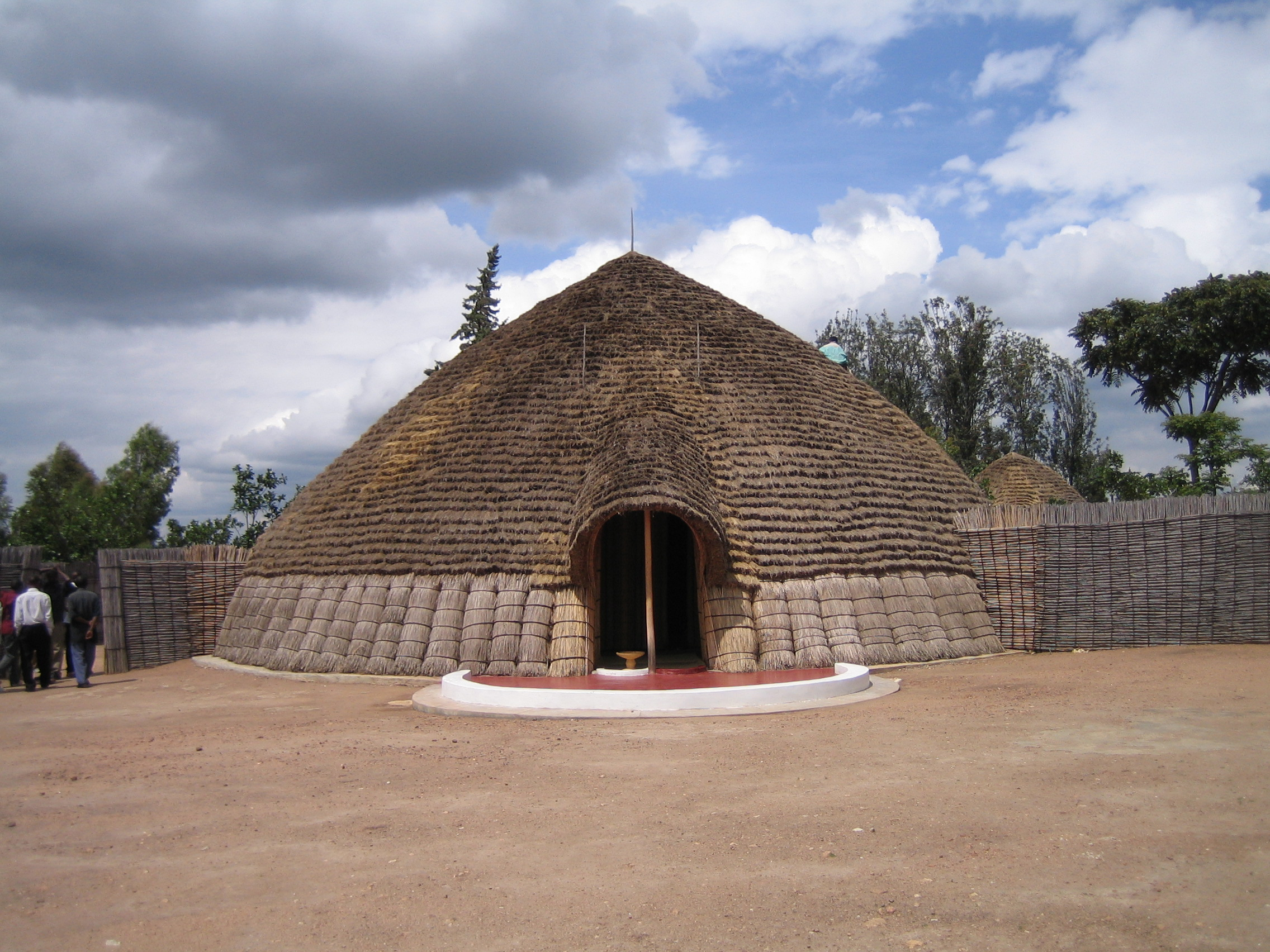
Reconstrucció del palau del Rei de Ruanda a Nyanza.

Els primers pobladors coneguts varen ser-ne els pigmeus Twa, fins que al segle xi arriben els hutus. Al segle xvi, procedents de l'actual Etiòpia arribaren els tutsis, que dominaren el país i hi imposaren un sistema feudal.

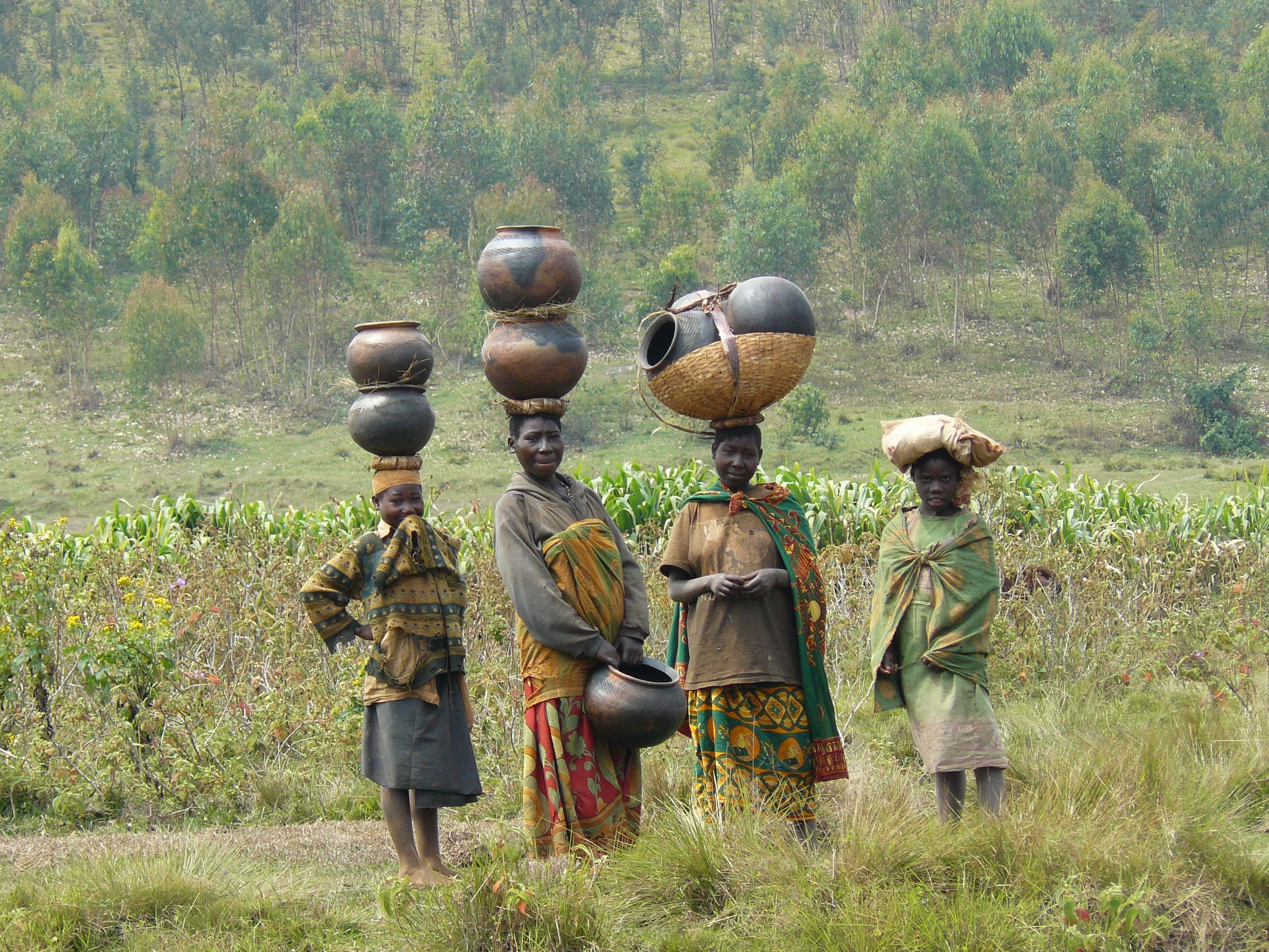
Dones Twa amb ceràmica tradicional.

Les muntanyes del que és avui la República de Ruanda van ser habitades per pigmeus Twa fins a l'arribada dels hutus al segle xi, en l'actualitat els pigmeus constitueixen l'1% de la població del país. Al segle xvi el poble ramader watutsi, més conegut com a tutsi, venint de la banya africana, l'actual Etiòpia, van subjugar els hutus; hi van establir un sistema feudal encapçalat pel Mwami (rei) i una noblesa tutsi. Els hutus feien un contracte de serveis per generacions, ubujaik, a canvi d'usar les terres i els ramats dels senyors feudals tutsis.
La Conferència de Berlín de 1884 va assignar el territori a Alemanya com a part de l'Àfrica Oriental Alemanya, marcant l'inici de l'era colonial. L'explorador Gustav Adolf von Götzen va ser el primer europeu a explorar significativament el país el 1894; va creuar des del sud-est fins al llac Kivu i va conèixer el rei. El 1899 el Mwami (rei) tutsi es va sotmetre al protectorat alemany. Els alemanys no van modificar significativament l'estructura social del país, però van exercir influència donant suport al rei i a la jerarquia existent i delegant el poder als caps locals. Les forces belgues van prendre el control de Ruanda i Burundi el 1916, durant la Primera Guerra Mundial, iniciant un període de domini colonial més directe. Bèlgica va governar Ruanda i Burundi com a mandat de la Societat de Nacions anomenat Ruanda-Urundi. Els belgues també van simplificar i centralitzar l'estructura del poder, i van introduir projectes a gran escala en educació, salut, obres públiques i supervisió agrícola, incloent nous cultius i tècniques agrícoles millorades per intentar reduir la incidència de la fam. Tant els alemanys com els belgues van promoure la supremacia tutsi, considerant les races hutu i tutsi diferents. El 1935, Bèlgica va introduir les cartes d'identitat que etiquetaven a cada individu com a tutsi, hutu, twa o naturalitzat. Tot i que anteriorment havia estat possible que els hutus particularment rics es convertissin en tutsis honoraris, les cartes d'identitat van impedir qualsevol altre moviment entre les classes.
Bèlgica va continuar governant Ruanda-Urundi (del qual Ruanda formava la part nord) com a territori de confiança de l'ONU després de la Segona Guerra Mundial, amb el mandat de supervisar la seva independència eventual. Les tensions van augmentar entre els tutsis, que van afavorir la independència primerenca, i el moviment d’emancipació hutu, que va culminar amb la revolució ruandesa de 1959: els activistes hutus van començar a matar els tutsis i a destruir les seves cases, obligant a més de 100.000 persones a buscar refugi als països veïns. El 1961, els belgues pro-hutu van celebrar un referèndum en què el país va votar per abolir la monarquia. Ruanda es va separar de Burundi i va obtenir la independència l'1 de juliol de 1962, que es commemora com el Dia de la Independència, festa nacional. Van succeir cicles de violència, amb atacs tutsi exiliats des de països veïns i hutu represaliats amb massacres a gran escala i repressió dels tutsis. El 1973, Juvénal Habyarimana va prendre el poder en un cop militar. La discriminació pro-hutu va continuar, però hi va haver una major prosperitat econòmica i una quantitat reduïda de violència contra els tutsis. Els Twa van romandre marginats. La població de Rwanda havia augmentat d'1,6 milions de persones el 1934 a 7,1 milions el 1989, cosa que va provocar la competència per la terra.
El 1990 el Front Patriòtic Ruandès, controlat pels tutsis, va envair el país des d'Uganda, cosa que posà en perill el govern de Juvenal Habyarimana, que es va mantenir en el poder amb l'ajut militar francès.
Aquest enfrontament va ocasionar una guerra civil que va durar fins al 1992, quan es va signar un acord a Arusha (Tanzània), però l'acord només va durar fins que el 6 d'abril de 1994 l'avió en què viatjava el president Habyarimana va ser destruït per un míssil.

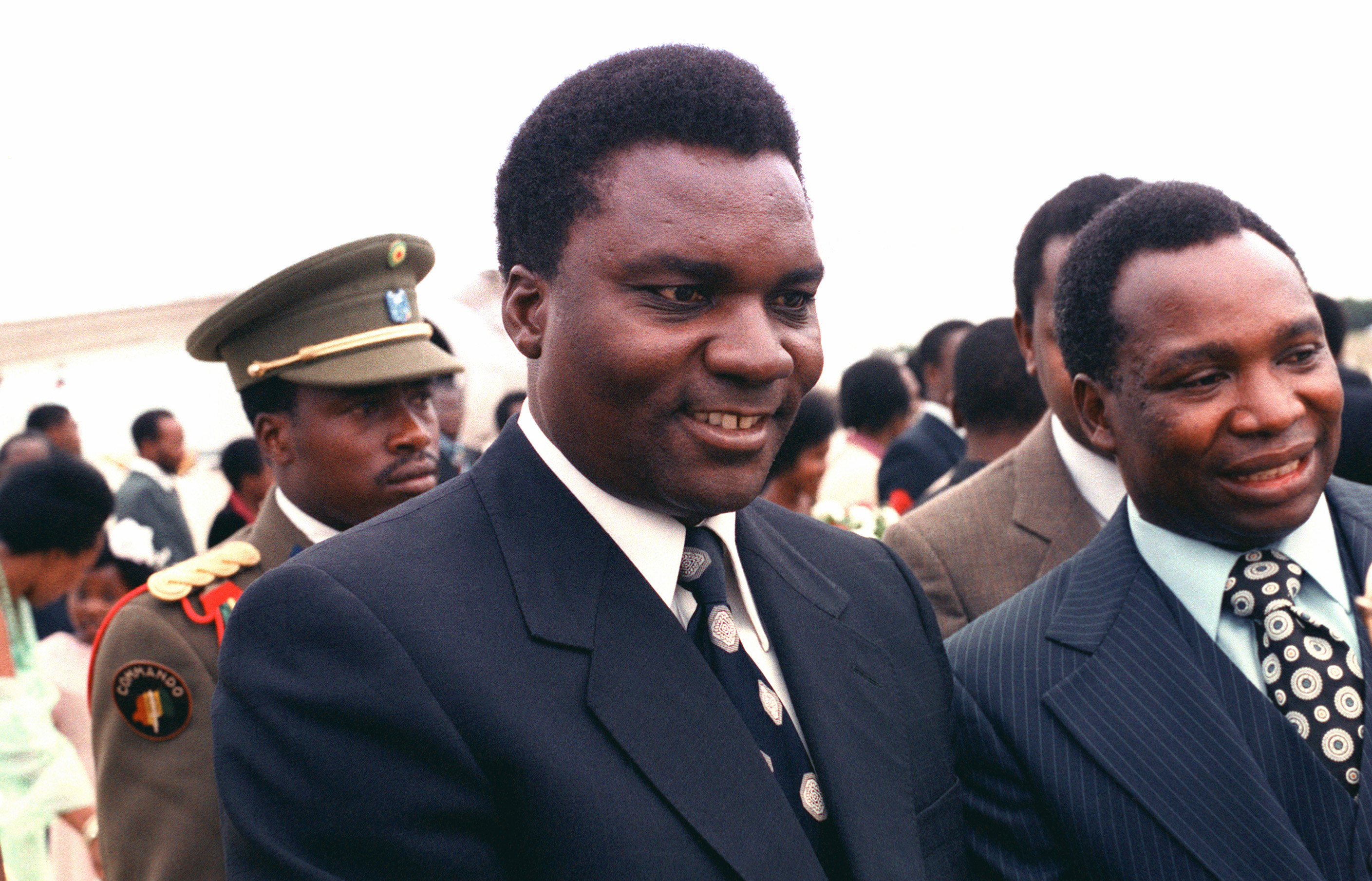
Juvénal Habyarimana durant una visita als Estats Units, 1980

L'atemptat que va costar la vida a Habyarimana era el senyal per iniciar l'eliminació física de la població tutsi (15%). La matança sistemàtica havia estat dissenyada durant anys per la coalició de partits hutus i el clan de l'Akazu, al qual pertanyien membres del govern i importants figures públiques del país. La matança va ser dirigida pels militars i milícies interahamwe. Els mitjans de comunicació prohutus van contribuir a fer que la població civil participés en la matança. Les tropes del FPR (tutsis) van envair el país per aturar la massacre. Tot i la presència dels Cascos Blaus de l'ONU, els organismes internacionals es van inhibir. Els càlculs oficials eleven la xifra de tutsis i hutus moderats assassinats a més d'un milió, però mitjans independents asseguren que en van ser 800.000. Van ser sis setmanes des d'abril fins al juny de 1994, fins que el FPR, comandat per Paul Kagame, va ocupar tot el país. Milers d'hutus van fugir de Ruanda per temor a les represàlies tutsis. Després del genocidi es va instaurar el Tribunal Penal Internacional per jutjar els crims comesos. La seu és a Arusha (Tanzània). Ja s'han jutjat 27 persones per genocidi i crims contra la humanitat. Entre els convictes hi ha periodistes, polítics, religiosos i militars. Un nombre similar de persones estan sota ordre de crida i cerca. 400.000 civils esperen judici per delictes menors i complicitat en la matança al llarg del país.

## Govern i política

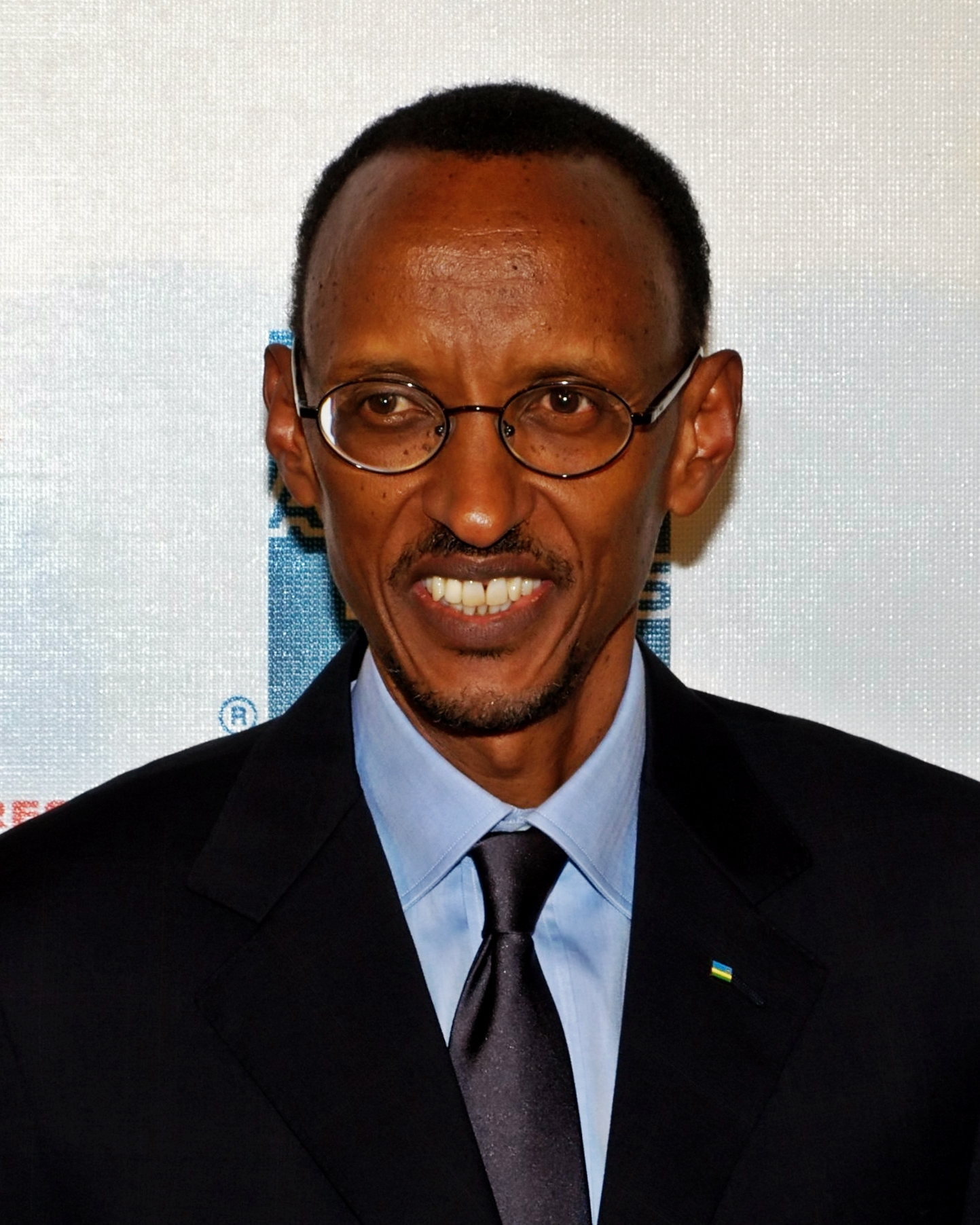
Paul Kagame, actual president de Ruanda.

Després de la victòria militar del juliol de 1994, el Front Patriòtic Ruandès va organitzar una coalició similar a l'establerta per Juvénal Habyarimana el 1992, basada en els acords d'Arusha. No obstant això, el partit d'Habyarimana va ser prohibit.
Les organitzacions polítiques van estar prohibides fins al 2003.
Al setembre d'aquest any es van celebrar eleccions legislatives. Segons un informe de l'ONU de l'any 2005 que compara la distribució per sexes dels parlaments de les nacions sobiranes, el ruandès és el parlament més equilibrat, amb una igualtat de gènere d'un 48,8% de dones (la mitjana està en el 15,9%).

## Organització territorial

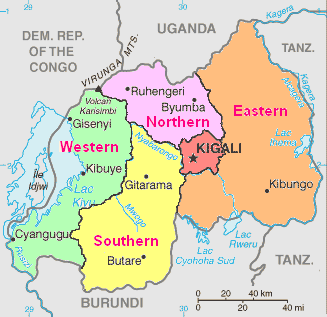
Provincies de Ruanda

Ruanda ha estat governada per una jerarquia estricta des de l’època precolonial. Abans de la colonització, el rei (Mwami) exercia el control mitjançant un sistema de províncies, districtes, turons i barris. La constitució actual divideix Ruanda en províncies (intara), districtes (uturere), ciutats, municipis, pobles, sectors (imirenge), cel·les (utugari) i pobles (imidugudu); les divisions més grans i les seves fronteres són establertes pel Parlament.
Ruanda està dividida en 5 províncies, que des de l'1 de gener de l'any 2006 substitueixen les anteriors 12:
- Província del Nord
- Província del Sud
- Província de l'Est
- Província de l'Oest
- Província de Kigali

## Geografia

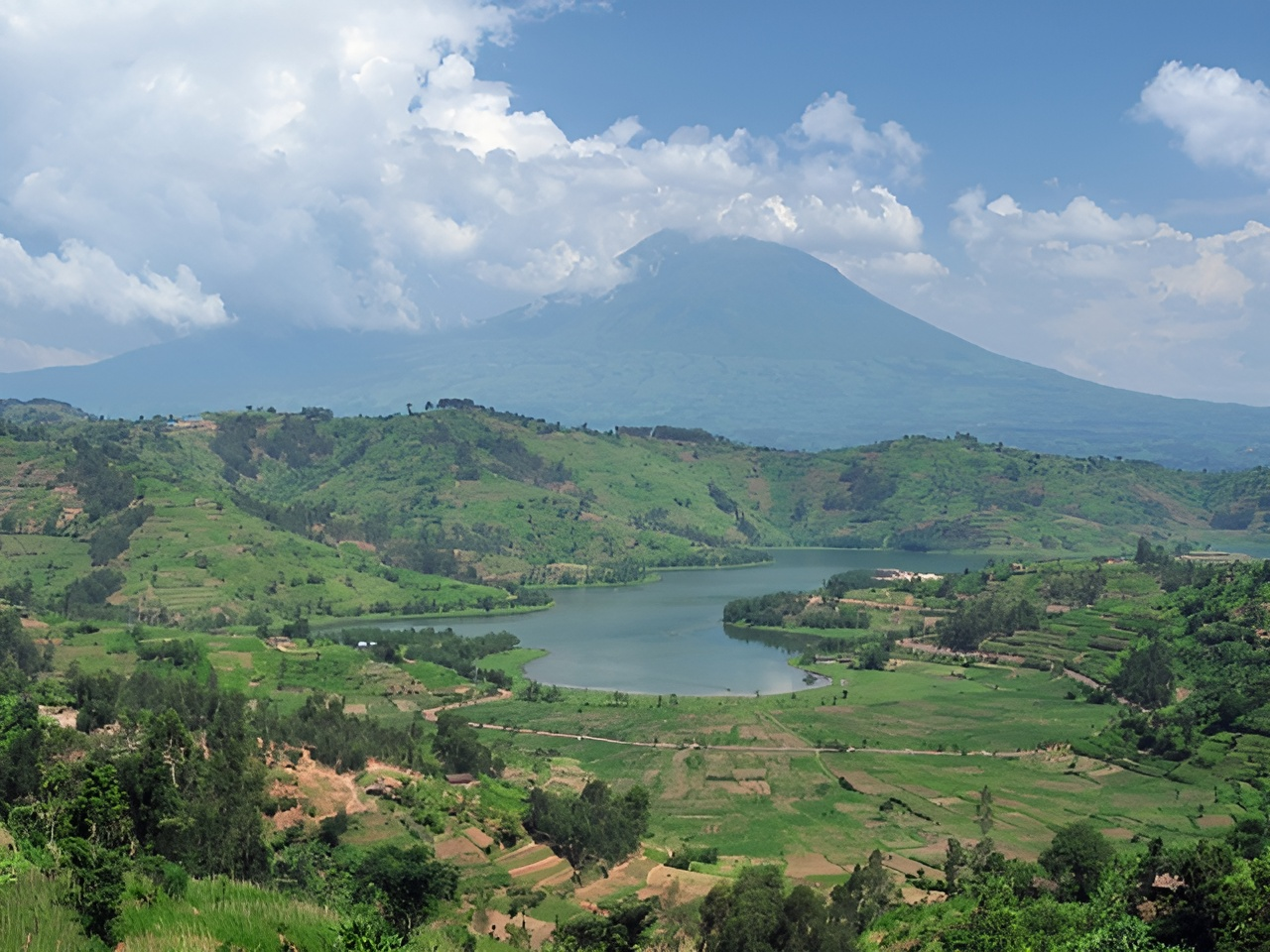
Llac de les muntanyes Virunga.

Ruanda és un país interior que es troba a l'est de l'Àfrica. Limita al nord amb Uganda, al sud amb Burundi, a l'est amb Tanzània i a l'oest amb la República Democràtica del Congo. La frontera amb la República Democràtica del Congo està establerta en gran part pel llac Kivu.
És un país molt accidentat, amb moltes muntanyes i valls, per la qual cosa se'l coneix com el país dels mil pujols. Al nord-oest del país es troben les Muntanyes Virunga que s'estenen des del límit amb la República Democràtica del Congo des de l'oest fins al nord, en el límit amb Uganda. En aquestes muntanyes es troba el punt més alt del país, el mont Karisimbi, un volcà amb 4.507 msnm, a més d'altres muntanyes volcàniques amb més de 3.000 metres d'altitud.
La divisòria d’aigües entre les principals conques de drenatge del Congo i el Nil va de nord a sud a través de Ruanda, amb al voltant del 80% de la superfície del país desembocant al Nil i el 20% al Congo a través del riu Ruzizi i el llac Tanganyika. El riu més llarg del país és el Nyabarongo, que neix al sud-oest, flueix cap al nord, est i sud-est abans de fusionar-se amb el Ruvubu per formar el Kagera; el Kagera flueix llavors cap al nord al llarg de la frontera oriental amb Tanzània. El Nyabarongo-Kagera desemboca eventualment al llac Victòria. Ruanda té molts llacs, el més gran és el llac Kivu. Aquest llac ocupa el sòl de la falla Albertina al llarg de bona part de la longitud de la frontera occidental de Ruanda, i amb una profunditat màxima de 480 metres, és un dels vint llacs més profunds del món. Altres llacs importants inclouen els llacs Burera, Ruhondo, Muhazi, Rweru i Ihema, sent l'últim el més gran d'una cadena de llacs a les planes orientals del parc nacional d'Akagera.

### Clima
Ruanda té un clima temperat, però a causa de la seva altitud, té temperatures més baixes a les típiques als països equatorials. A les muntanyes, es presenten gelades i nevades. Kigali, al centre del país, té una temperatura mitjana diària que ronda els 12 °C i 27 °C, amb poca variació al llarg de l'any. Al llarg del país la temperatura varia una mica, a l'oest i el nord on predominen les muntanyes, el clima és més fred que a l'est que és de menor altitud. La temperatura mitjana a la zona del Llac Kivu, a una altura de 1.463 metres, és de 23 graus Celsius. Hi ha dues temporades plujoses per any, la primera va de febrer a juny i la segona de setembre a desembre. Aquestes temporades estan separades per dues estacions seques, la primera i més important va de juny a setembre, en la qual pràcticament no plou. Un altre període menys sec va de desembre a febrer. Les precipitacions varien geogràficament, sent que a l'oest i al nord-oest plou més que a l'est i al sud-est.
Segons un informe del Grup de Prospectiva Estratègica, el canvi climàtic ha reduït el nombre de dies de pluja experimentats durant un any, però també ha provocat un augment de la freqüència de pluges torrencials. Ambdós canvis han provocat dificultats per als agricultors, reduint la seva productivitat. La previsió estratègica també caracteritza Ruanda com un país que s'escalfa ràpidament, amb un augment de la temperatura mitjana d'entre 0,7 ° C i 0,9 ° C en cinquanta anys.

### Ecologia

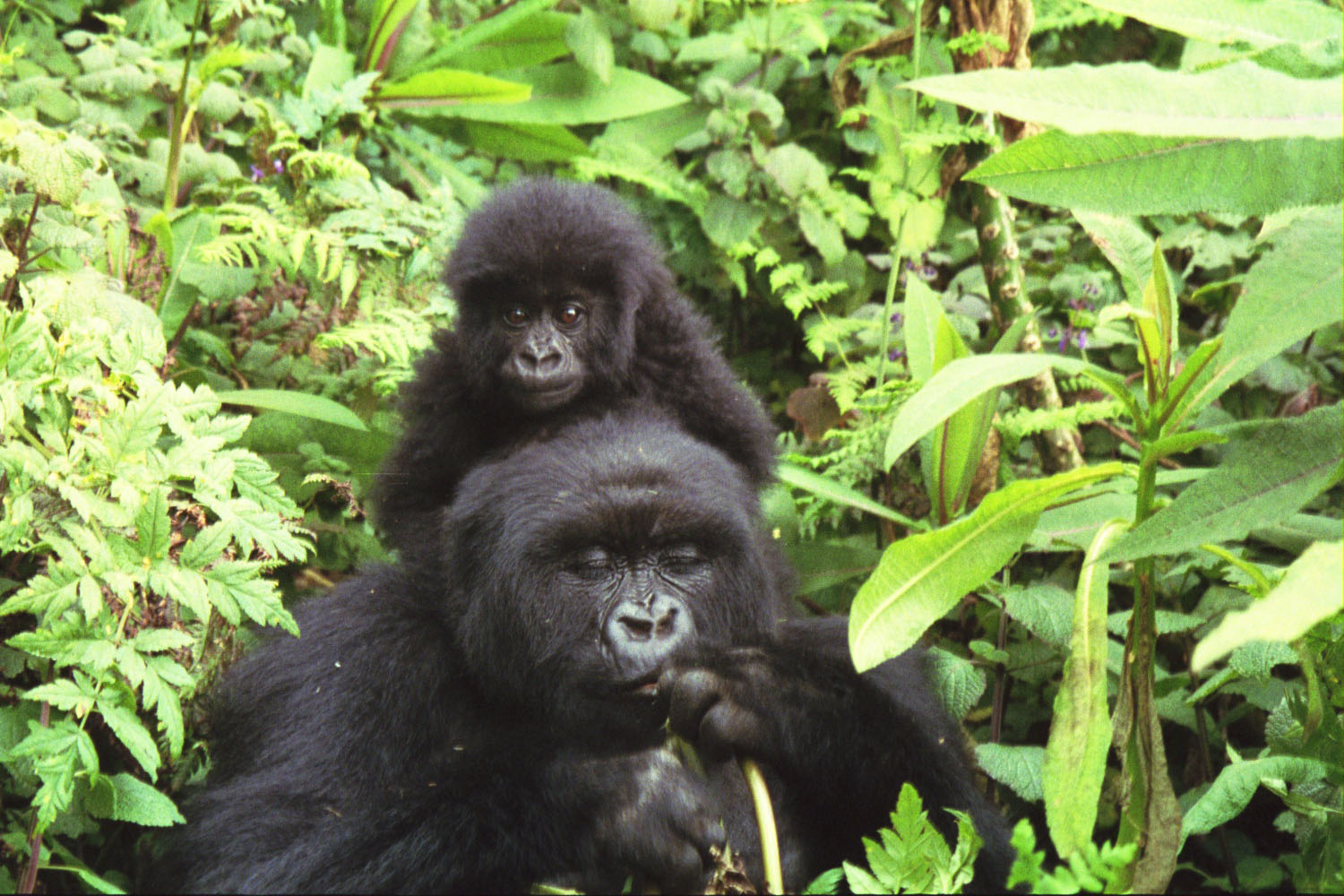
Goril·les de muntanya en el Parc Nacional dels Volcans, al nord-oest de Ruanda.

El Fons Mundial per la Natura (WWF) divideix Ruanda entre tres ecoregions:
- Mosaic de selva i sabana de la conca del llac Victòria, a l'est.
- Selva de muntanya de la falla Albertina, a l'oest.
- Erm de les muntanyes Ruwenzori i Virunga, a les zones més altes del nord-oest.

## Economia

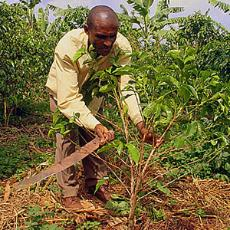
Cultiu de cafè a Ruanda.

Ruanda es basa en una economia de subsistència que ocupa al 90% de la població. El país manca de recursos naturals i minerals d'importància, a més de sofrir constantment de sequeres i un pobre desenvolupament tecnològic. Tot això fa que tingui una dependència econòmica significativa de Bèlgica. Les principals exportacions són el cafè aràbic i el te. La mineria és la segona activitat del país, destacant la cassiterita, d'on s'extreu estany, a més de petites quantitats de beril·li. Hi ha informes que les forces de Ruanda, Uganda i Burundi estan involucrats en el contraban de coltan del Congo, utilitzant els ingressos generats de l'alt preu del coltan per mantenir els seus esforços a la guerra.
La unitat monetària del país és el franc ruandès.
El genocidi del 1994 ha destruït la fràgil base de l'economia, va augmentar la pobresa especialment de les dones, i temporalment va crear dificultats per atreure capitals externs. No obstant això, el país va fer grans progressos en el sentit d'estabilitzar i rehabilitar l'economia a nivells anteriors al 1994.

## Infraestructura

### Transport

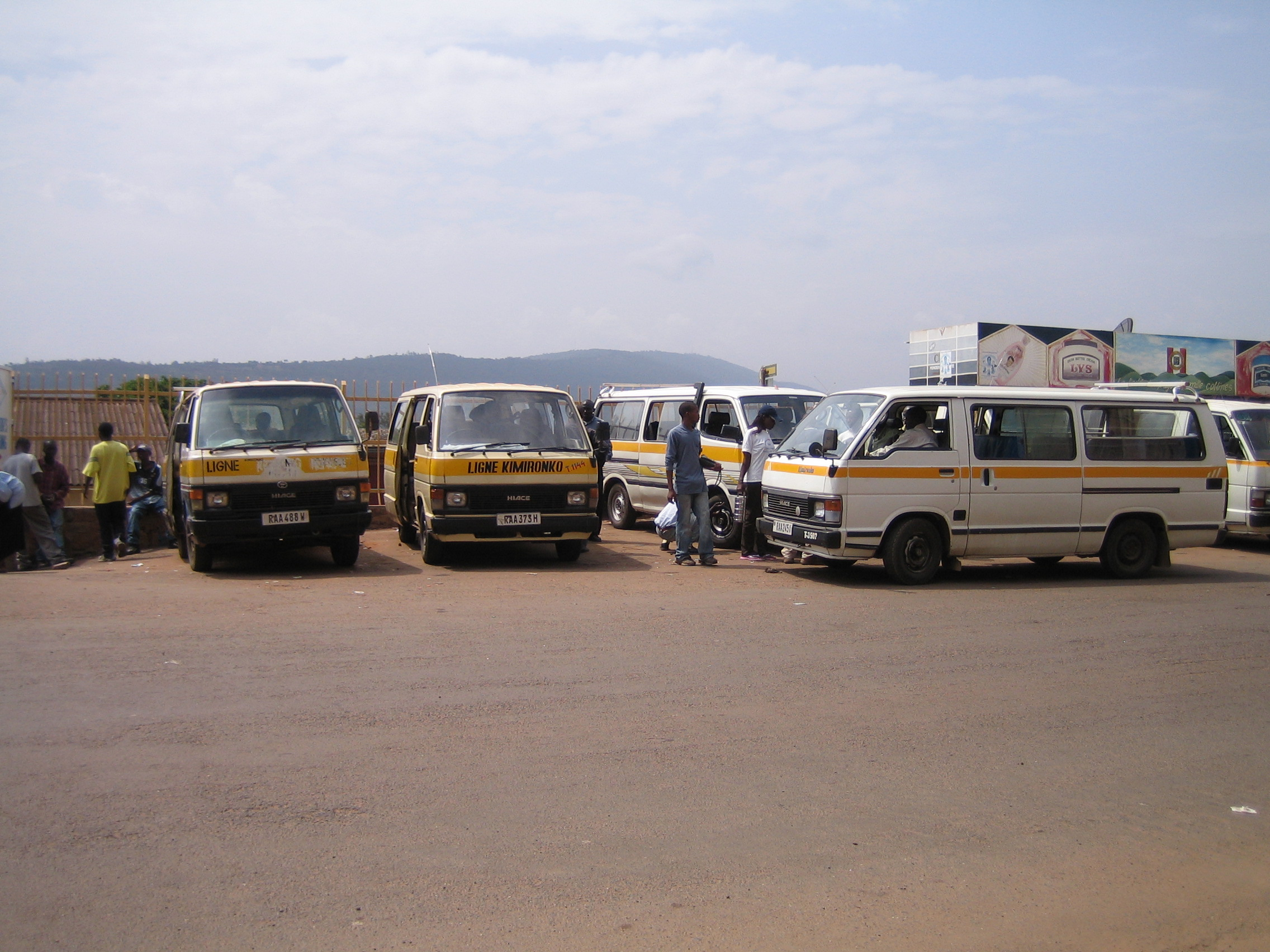
Una petita flota d'autobusos en un departament de transports a Kigali.

El sistema de transport a Ruanda se centra principalment al voltant de la xarxa de carreteres, amb camins pavimentats construïts per obrers xinesos entre la capital, Kigali i la major part d'altres ciutats del país. Ruanda també està unida per carretera amb altres països d'Àfrica, via per la qual es realitzen la majoria d'importacions i exportacions del país. Compta amb un aeroport internacional a Kigali, servint una línia nacional i diverses internacionals, i també ha limitat el transport d'aigua entre els ports sobre el Llac Kivu. S'han realitzat grans inversions en la infraestructura de transport des del genocidi de 1994, amb l'ajuda de la Unió Europea, Xina, Japó i uns altres.
La forma principal de transport públic al país són els autobusos, amb rutes exprés que uneixen les ciutats principals i serveis locals que serveixen a la major part de pobles al llarg de les carreteres principals del país. Els serveis d'òmnibus estan disponibles a diverses destinacions als països veïns. El 2006 els xinesos van proposar finançar un estudi per a la construcció d'un ferrocarril que unís des de Bujumbura a Burundi, amb Kigali a Ruanda i Isaka a Tanzània.

## Demografia

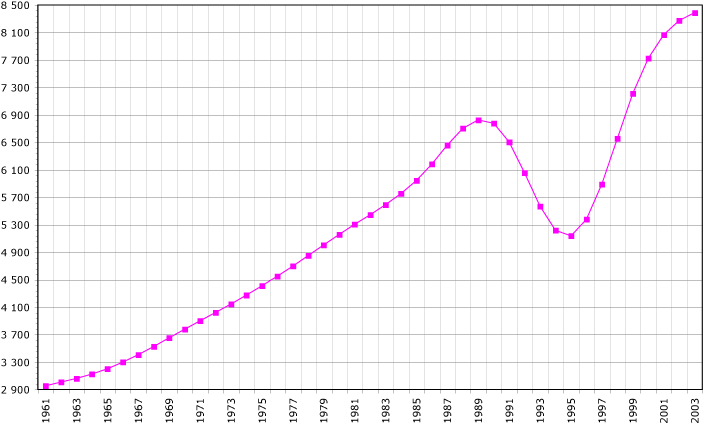
Evolució demogràfica de Ruanda

Segons l'anàlisi dels primers colons arribats a Ruanda i a Burundi, alemanys i després belgues, els pobladors de Ruanda i de Burundi estaven dividits en tres grups «ètnics»: els hutus, els tutsis i els twas.
La densitat de població de Ruanda, fins i tot després del genocidi, està entre les més altes de l'Àfrica Subsahariana, amb 230 hab/km².
La població indígena consisteix en tres grups ètnics. Els hutus, que són majoria (85%), són grangers d'origen bantú. Els tutsis (14%) són pastors que van arribar a la regió al segle xv. Fins al 1959 eren la casta dominant d'un sistema feudal. Els twa (pigmeus) (1%) es creu que són el que queda dels primers habitants de la regió. Molts ruandesos han emigrat a altres països per buscar millors condicions de vida, sobretot després de la guerra. França i l'antiga metròpoli, Bèlgica, són les dues destinacions principals dels ruandesos a l'exterior.
Més de la meitat de la població està alfabetitzada, encara que no més del 5% ha rebut educació secundària. Durant el 1994-95, es van reobrir la majoria d'escoles primàries i més de la meitat de les escoles secundàries. La universitat nacional de Butare, a la qual acudeixen més de 7.000 estudiants, va reobrir les seves portes a l'abril de 1995. La reconstrucció del sistema educatiu segueix sent una prioritat del govern de Ruanda.
La distribució de les creences religioses a Ruanda el 2001 era d'un 56,5% de catòlics, un 26% de protestants, un 11,1% d'adventistes, un 4,6% de musulmans, 0,1% de creences indígenes i un 1,7% sense religió. Al 2012 l'estimació era de 49,5% de protestants (dels quals 11,8% adventistes i 37,7% altres protestants), 43,7% de catòlics, 2% de musulmans i la resta religió tradicional.

### Llengues
A Ruanda hi ha quatre idiomes oficials: el kinyarwanda, l'anglès, el francès i el suahili. El kinyarwanda és la llengua nacional, mentre que l’anglès és el principal mitjà d’ensenyament a l'ensenyament secundari i terciari.
La llengua principal del país és el kinyarwanda, que és parlat per gairebé tots els ruandesos. Les principals llengües europees durant l'època colonial van ser l'alemany, tot i que mai no es va ensenyar ni va fer servir àmpliament, i després el francès, que va ser introduït per Bèlgica a partir del 1916 i que va romandre com a llengua oficial i àmpliament parlada després de la independència el 1962. També es parlava neerlandès. El retorn dels refugiats ruandesos de parla anglesa als anys noranta va afegir una nova dimensió a la diversitat lingüística del país. Alguns parlen el suahili, la lingua franca de la comunitat de l’Àfrica Oriental, especialment els refugiats retornats d’Uganda, Kenya, Tanzània i la República Democràtica del Congo i els que viuen al llarg de la frontera amb el RDC. El 2015 es va introduir el suahili com a assignatura obligatòria a les escoles secundàries. Els habitants de l'illa Nkombo de Ruanda parlen mashi, una llengua molt relacionada amb el kinyarwanda.

### Educació

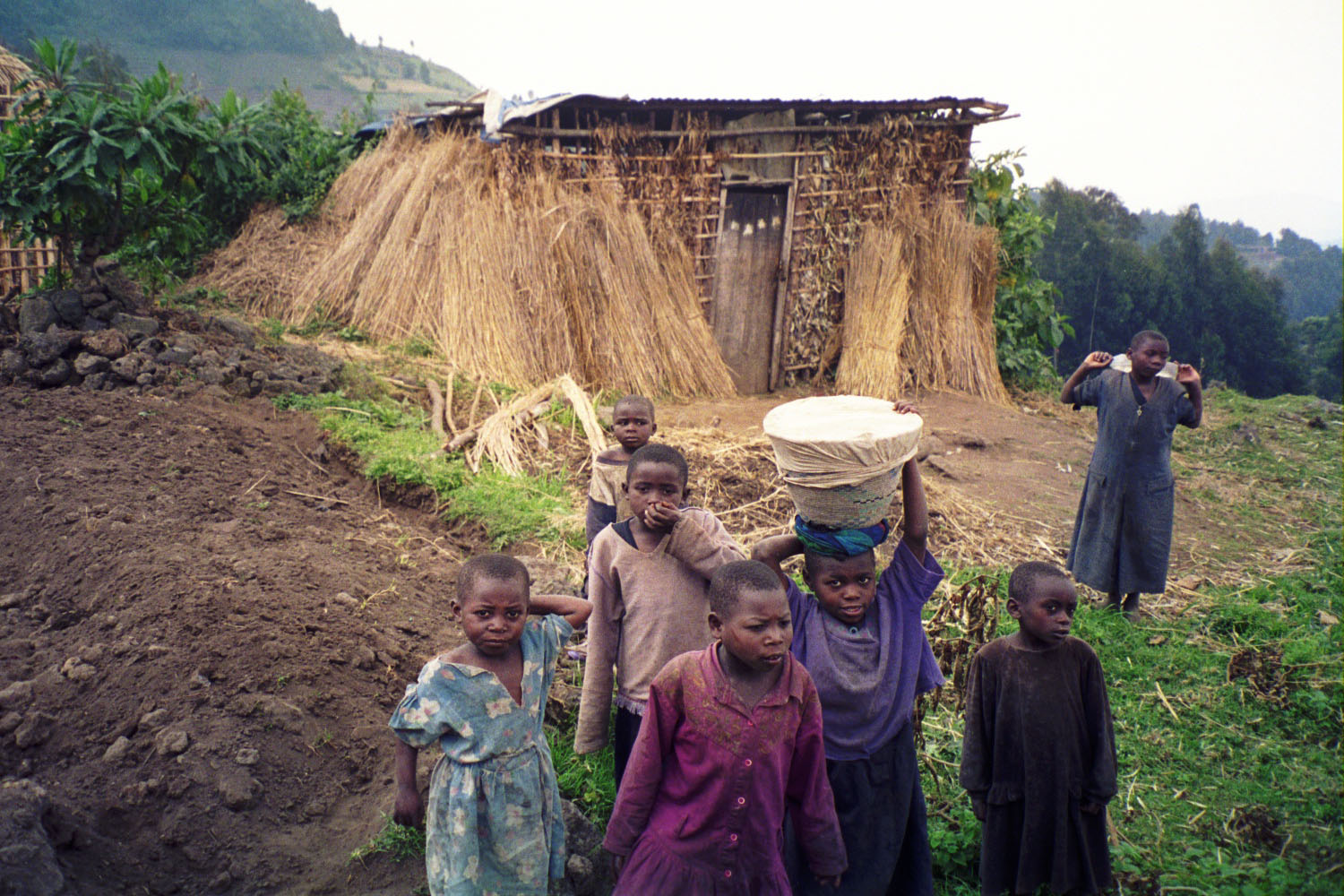
Nens ruandesos d'una zona rural.

El govern de Ruanda ofereix educació gratuïta a les escoles durant nou anys, sis de primària i tres de secundària. El president Paul Kagame va anunciar durant la seva campanya de reelecció el 2010 que pretenia ampliar l'educació gratuïta per també cobrir els últims tres anys de secundària. Molts nens pobres no assisteixen a classes a causa que han de comprar uniformes i materials escolars. Hi ha moltes escoles privades al país, sent que algunes són administrades per l'església. Des de 1994 fins a l'any 2009 l'educació secundària s'oferia en anglès o francès, però a causa de l'augment dels llaços amb la Comunitat d'Àfrica Oriental i la Commonwealth ara només s'utilitza l'anglès. La taxa d'alfabetització del país, per a majors de 15 anys, era del 71% el 2009, sent el 1991 del 58% i el 1978 del 38%.

### Salut
La qualitat de salut a Ruanda és baixa; un de cada cinc nens mor abans de complir 5 anys, principalment a causa de la malària. Hi ha una gran escassetat de metges professionals qualificats, a més alguns medicaments són escassos o no estan disponibles. El 87% de la població té accés als serveis de salut però només hi ha dos metges i dos parametges per cada 100.000 persones.
Un altre greu problema de salut que enfronta Ruanda és el VIH/sida. L'epidèmia del VIH al país s'ha mantingut amb una prevalença d'al voltant del 3% en els últims set anys.